# Leusden
Leusden (nizozemska izgovorjava: [ˈløːzdə(n)] ()) je občina in mesto na Nizozemskem v provinci Utrecht. Nahaja se približno 3 kilometre jugovzhodno od Amersfoorta.
Zahodni del občine leži na pobočjih Utrechtskega gričevja in je večinoma pokrit z gozdom in resavami. Vzhodni deli ležijo v dolini Gelderske doline in so večinoma kmetijski.
Nekdanje Koncentracijsko taborišče Amersfoort leži tik znotraj severne občinske meje z Amersfoortom.

## Naselitveni centri
Občina Leusden obsega štiri vasi:
- Leusden, prvotno imenovan "Hamersveld" in kasneje "Leusden-Centrum";
- Leusden-Zuid, prej "Leusbroek"
- Achterveld
- Stoutenburg

## Mesto Leusden
Kraj, ki se danes imenuje Leusden, je bil prvič omenjen kot Villa Lisiduna v listini leta 777. Natančna lokacija tega naselja, za katerega velja, da je bil precej obsežen kmečki kompleks z obrambo, nam ni znana. Možno je, da je bila stara vas Oud-Leusden nekoč lokacija vile Lisiduna, vendar izkopavanja v 1980-ih niso predložila nobenih dokazov. Vendar je cerkveni stolp Oud-Leusden eden najstarejših stolpov na Nizozemskem, ki sega vsaj v 11. stoletje našega štetja. Blizu Leusdena je mesto nekdanjega samostana Heiligenberg, ki ga je okoli leta 1000 ustanovil škof Ansfrid Utrechtski, ki je umrl tukaj leta 1010.
V sedemdesetih letih dvajsetega stoletja sta kmetijski vasi Leusbroek in Hamersveld zrasli v večje, večinoma stanovanjsko mesto. Nekdanji Hamersveld se zdaj imenuje Leusden-Centrum, zdaj običajno Leusden, Leusbroek pa naj bi postal Leusden-Zuid. V prvotnih načrtih naj bi Leusden prerasel v mesto s približno 46.000 prebivalci. Po začetni širitvi je prišlo do vse večjega odpora prebivalstva, zato so bile nekatere kasnejše faze širitve opuščene.

## Pomembni prebivalci
- Gerrit Achterberg (1905-1962 v Leusdenu) pesnik
- Arleen Auger (1939-1993 v Leusdenu) ameriška sopranistka

## Galerija slik
- Novejši del mesta, blizu nakupovalnega centra
- Stara vila v centru mesta
- Leusden, panorama
- Nakupovalni center, Biezenkamp
- Park Wildenburg v Leusdenu
- Vrsta novih hiš v centru Leusdena
- Paddestoelen op de Leusderheide 2019